# Jeffrey Schlupp
Jeffrey Schlupp là cầu thủ bóng đá người Ghana đang thi đấu cho Crystal Palace và đội tuyển bóng đá quốc gia Ghana ở vị trí hậu vệ biên trái. Schlupp là cầu thủ trong đội hình Leicester City vô địch Ngoại hạng Anh mùa 2015-16

## Thống kê sự nghiệp

### Câu lạc bộ
Tính đến 14 tháng 4 năm 2019
| Câu lạc bộ          | Mùa giải            | Giải đấu            | Giải đấu | Giải đấu | FA Cup | FA Cup | League Cup | League Cup | Châu Âu | Châu Âu | Khác | Khác | Tổng cộng | Tổng cộng |
| Câu lạc bộ          | Mùa giải            | Hạng                | Trận     | Bàn      | Trận   | Bàn    | Trận       | Bàn        | Trận    | Bàn     | Trận | Bàn  | Trận      | Bàn       |
| ------------------- | ------------------- | ------------------- | -------- | -------- | ------ | ------ | ---------- | ---------- | ------- | ------- | ---- | ---- | --------- | --------- |
| Brentford (mượn)    | 2010–11             | League One          | 9        | 6        | 0      | 0      | 0          | 0          | —       | —       | 1    | 0    | 10        | 6         |
| Leicester City      | 2011–12             | Championship        | 21       | 2        | 2      | 0      | 3          | 4          | —       | —       | —    | —    | 26        | 6         |
| Leicester City      | 2012–13             | Championship        | 19       | 3        | 0      | 0      | 1          | 0          | —       | —       | 2    | 0    | 22        | 3         |
| Leicester City      | 2013–14             | Championship        | 26       | 1        | 1      | 0      | 5          | 0          | —       | —       | —    | —    | 32        | 1         |
| Leicester City      | 2014–15             | Premier League      | 32       | 3        | 2      | 1      | 1          | 0          | —       | —       | —    | —    | 35        | 4         |
| Leicester City      | 2015–16             | Premier League      | 24       | 1        | 0      | 0      | 2          | 0          | —       | —       | —    | —    | 26        | 1         |
| Leicester City      | 2016–17             | Premier League      | 4        | 0        | 0      | 0      | 1          | 0          | 3       | 0       | 1    | 0    | 9         | 0         |
| Tổng cộng           | Tổng cộng           | Tổng cộng           | 126      | 10       | 5      | 1      | 13         | 4          | 3       | 0       | 3    | 0    | 150       | 15        |
| Crystal Palace      | 2016–17             | Premier League      | 15       | 0        | 1      | 0      | —          | —          | —       | —       | —    | —    | 16        | 0         |
| Crystal Palace      | 2017–18             | Premier League      | 24       | 0        | 1      | 0      | 2          | 0          | —       | —       | —    | —    | 27        | 0         |
| Crystal Palace      | 2018–19             | Premier League      | 30       | 4        | 4      | 1      | 3          | 0          | —       | —       | —    | —    | 37        | 5         |
| Tổng cộng           | Tổng cộng           | Tổng cộng           | 69       | 4        | 6      | 1      | 5          | 0          | —       | —       | —    | —    | 80        | 5         |
| Tổng cộng sự nghiệp | Tổng cộng sự nghiệp | Tổng cộng sự nghiệp | 204      | 20       | 11     | 2      | 18         | 4          | 3       | 0       | 4    | 0    | 240       | 26        |

### Quốc tế
Tính đến 17 tháng 11 năm 2020.
| Đội tuyển quốc gia | Năm       | Trận | Bàn |
| ------------------ | --------- | ---- | --- |
| Ghana              | 2011      | 1    | 0   |
| Ghana              | 2014      | 2    | 0   |
| Ghana              | 2015      | 7    | 1   |
| Ghana              | 2016      | 5    | 0   |
| Ghana              | 2017      | 2    | 0   |
| Ghana              | 2019      | 1    | 0   |
| 2020               | 1         | 0    |     |
| Tổng cộng          | Tổng cộng | 19   | 1   |

## Danh hiệu
Brentford
- Football League Trophy á quân: 2010–11

Leicester City
- Premier League: 2015–16[4]
- Football League Championship: 2013–14